# Jong en Vrij (school)
Jong en Vrij was een Nederlandse evangelische Bijbelschool. De school bestond van 1976 tot 1993 en was gevestigd in Rockanje. In 1976 werd daar hotel Vredeheim aangekocht. Hier was de school tot 1993 - toen zij werd opgeheven - gevestigd. 
In de zomer van 1975 groeide tijdens een jeugdkamp op Terschelling het idee om de training die jongeren daar ontvingen, uit te breiden tot een jaar. Direct na de zomer werd er een trainingsschool voor discipelschap opgericht, waarin zich in de loop van drie maanden 26 studenten aanmeldden. Vanuit de school ontstond de evangelische gemeente Jong en Vrij in Rockanje.
Eind 1993 overleed Nico van Biljouw, oprichter en leider van Jong en Vrij, op 53-jarige leeftijd onverwachts aan de gevolgen van een hartstilstand. Direct na zijn dood werd besloten om de Bijbelschool op te heffen.